# Sektion B
Sektion B är ett band som har gjort låtar åt Djurgårdens IF:s supportrar. I en av låtarna medverkar Johan Arneng, Tobias Hysén och Tomas Backman.

## Låtar
- Stadionrock
- 1. Vallhallavägen fram
- 2. Rulla på
- 3. Ölen innan
- 4. Vi har drömmen kvar
- 5. Vi snodde samban
- 6. Klockan slår